# Trump International Hotel and Tower (Chicago)
El Trump International Hotel and Tower, también conocido como Trump Tower Chicago, Trump Tower y, en español, Torre Trump, es un rascacielos de uso residencial y hotelero situado en el centro de Chicago (Illinois, Estados Unidos). El edificio, que recibe el nombre del promotor inmobiliario Donald Trump, fue diseñado por el arquitecto Adrian Smith de Skidmore, Owings and Merrill. La empresa Bovis Lend Lease fue la constructora de este rascacielos de 98 plantas, que alcanza una altura de 423 m incluyendo la antena, y una altura de azotea de 357 m. Ubicado al lado del curso principal del río Chicago, ofrece vistas de su desembocadura en el lago Míchigan tras los numerosos puentes que cruzan el río. El edificio recibió publicidad cuando el ganador del show televisivo The Apprentice, Bill Rancic, eligió dirigir la construcción de esta torre.
Trump anunció en 2001 que sería el edificio más alto del mundo, pero tras los atentados del 11 de septiembre de 2001, se redujo su altura y el diseño sufrió varias revisiones. Cuando se concluyó en el año 2009 se convirtió en el segundo edificio más alto de los Estados Unidos tras la Willis Tower de Chicago (anteriormente conocida como Sears Tower), hasta que fue sobrepasado por el One World Trade Center en Nueva York a mediados de 2013. La Trump Tower sobrepasó al John Hancock Center, también situado en Chicago, como el edificio con la vivienda más alta del mundo y mantuvo este título hasta la finalización del Burj Khalifa. A fecha de marzo de 2020 es el 33.º edificio construido más alto del mundo.
El edificio contiene, desde el nivel del suelo, locales comerciales, plazas de aparcamiento, un hotel y apartamentos. El hotel de 339 habitaciones inició sus operaciones con servicios y hospedaje limitado el 30 de enero de 2008. El 28 de abril de ese año tuvo lugar la inauguración oficial. A principios de 2008 se abrió un restaurante en la planta dieciséis, llamado Sixteen, que recibió críticas positivas. La estructura fue terminada a finales de 2008 y la construcción del edificio en 2009. A fecha de 2013, el hotel es uno de los tres hoteles de cinco estrellas de Chicago y el edificio alberga además un restaurante con una calificación de cinco estrellas, según la guía Forbes Travel Guide.

## Ubicación

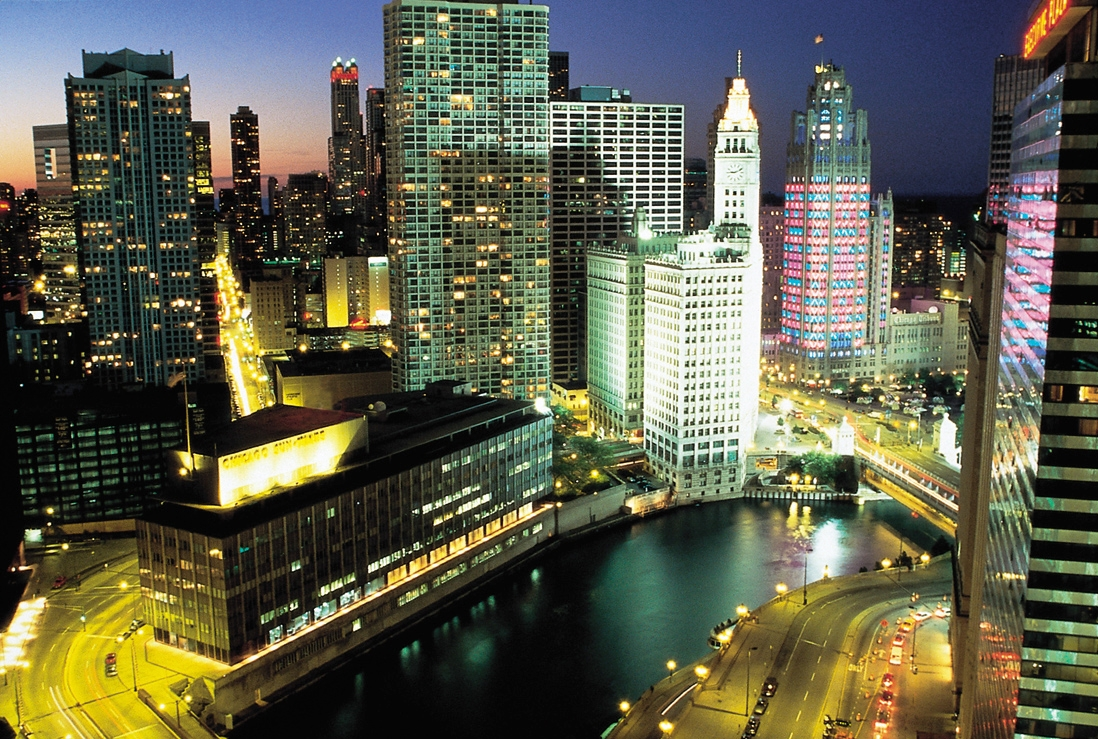
El emplazamiento de la torre estaba ocupado por el antiguo edificio del Chicago Sun-Times (edificio de baja altura a la izquierda).

La torre está situada en el 401 North Wabash Avenue del River North Gallery District, parte del área comunitaria de Near North Side de Chicago. El edificio ocupa el solar ocupado anteriormente por el Chicago Sun-Times, uno de los dos periódicos más importantes de la ciudad, y su localización dentro del River North Gallery District lo sitúa en un barrio con una alta concentración de galerías de arte desde la década de 1980. El lugar, a los pies de Rush Street, se encuentra en el lado norte del río Chicago, al oeste del Wrigley Building y el puente de la Avenida Míchigan y al este de Marina City y 330 North Wabash. El edificio está cerca de varios edificios históricos declarados Chicago Landmark; linda con el Michigan-Wacker District, que es un distrito histórico. Se puede ver parte del edificio desde toda la ciudad, desde todo el canal transitable del río Chicago, así como desde lugares al Este del río, como la desembocadura al lago Míchigan, el paso elevado de Lake Shore Drive y el puente de Columbus Drive.
Al otro lado del río Chicago está el Chicago Loop, el distrito financiero de la ciudad. Está a una manzana del final meridional de la Magnificent Mile, parte de la avenida Míchigan. El restaurante del piso decimosexto, Sixteen, tiene una buena panorámica de la desembocadura del río Chicago en el lago Míchigan y los cuatro edificios completados en la década de 1920 que flanquean el puente de la avenida Míchigan (Wrigley Building, Tribune Tower, 333 North Michigan y 360 North Michigan).

## Diseño y arquitectura

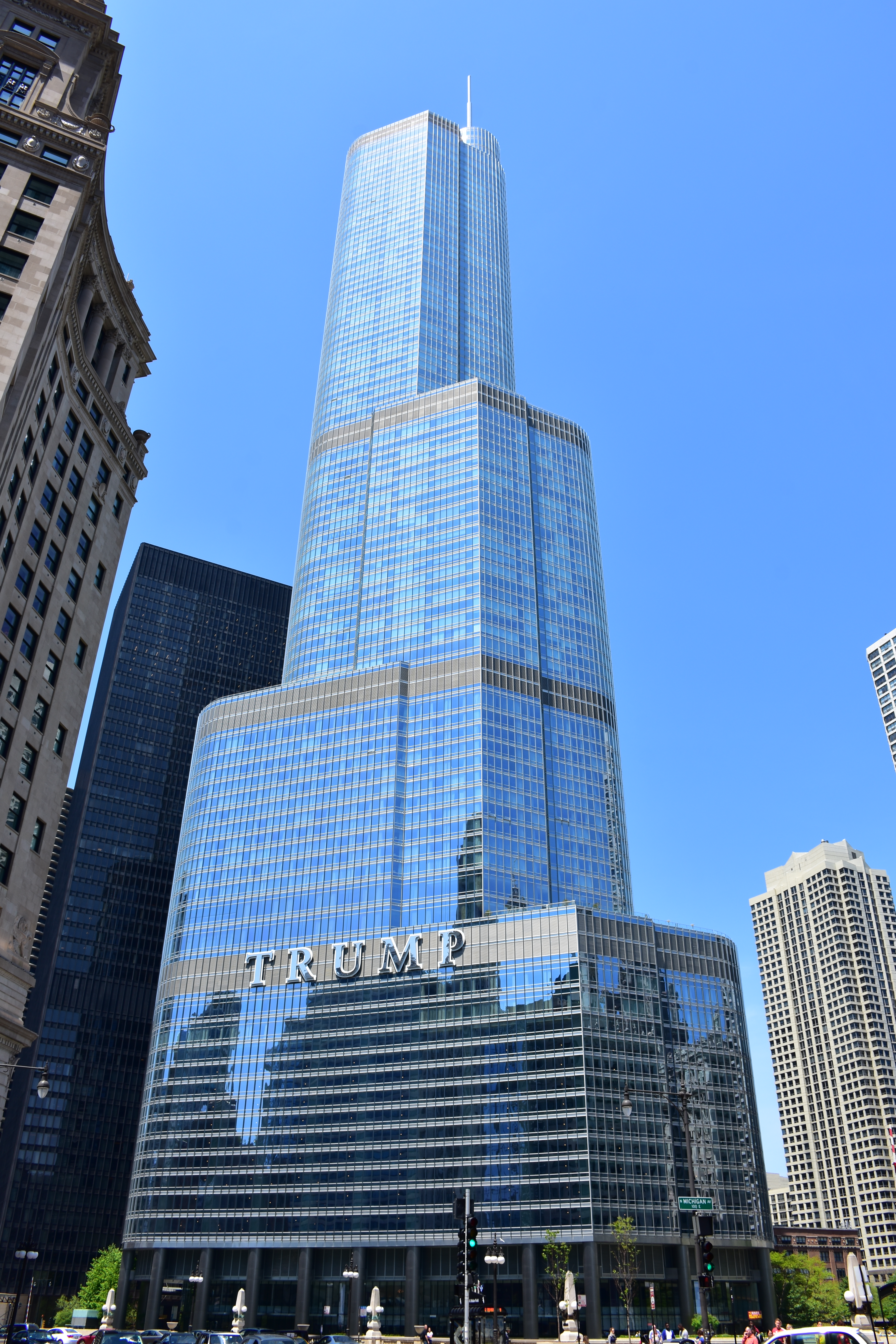
La Trump Tower vista desde el suelo.

El diseño del edificio incorpora tres característicos retranqueos diseñados para proporcionar continuidad visual, cada uno de los cuales tiene la altura de un edificio vecino. El primero de ellos, en el lado este del edificio, se alinea con la cornisa del Wrigley Building al este; el segundo, en el lado oeste, tiene la altura del River Plaza al norte y con las Marina City Towers al oeste. Por último, el tercer retranqueo, en el lado este, tiene la altura del 330 North Wabash (anteriormente conocido como IBM Plaza). Sin embargo, algunas vistas distorsionan la alineación del segundo retranqueo. Los retranqueos y bordes redondeados del edificio combaten la formación de los vórtices que suelen ocurrir en la «ciudad del viento». El cuerpo del edificio se eleva 9 m por encima de la entrada principal de la calle Wabash y unos 21 m sobre el río Chicago. El edificio emplea cristales claros de baja emisividad y un sistema de montantes curvos con forma de ala de acero inoxidable pulido, que sobresalen 23 cm desde la línea del cristal. Además, incorpora paneles a modo de enjutas de acero inoxidable satinado y aluminio anodizado claro.
El edificio tiene 241 547,9 m² de superficie útil, 92 plantas y alberga 486 apartamentos de lujo. Entre ellos se incluyen estudios, una amplia variedad de suites de una a cuatro habitaciones y áticos de lujo (penthouses) de cinco habitaciones. La torre también cuenta con un hotel-condominio de lujo de 339 habitaciones. El edificio contiene, desde la planta baja, superficie comercial, un aparcamiento, un hotel y apartamentos. Los pisos del tercero al duodécimo están ocupados por vestíbulos, locales comerciales y principalmente por plazas de aparcamiento; en el piso decimocuarto y su entresuelo se encuentra un gimnasio y un spa. El piso decimosexto alberga el restaurante Sixteen, una sala de baile y otra de banquetes. Del piso decimoséptimo al entresuelo veintisiete encontramos habitaciones del hotel y un centro de convenciones para ejecutivos. Los pisos 28 a 85 albergan apartamentos y, por último, los pisos 86 a 89 contienen áticos de lujo (penthouses). En la primera mitad de 2010, se inauguró un parque y paseo de 5000 m², así como un espacio de 159 m al este del edificio. El parque proporciona puntos de reunión y actividades de entretenimiento al mismo tiempo que enlaza el edificio con un intercambiador de transporte acuático.

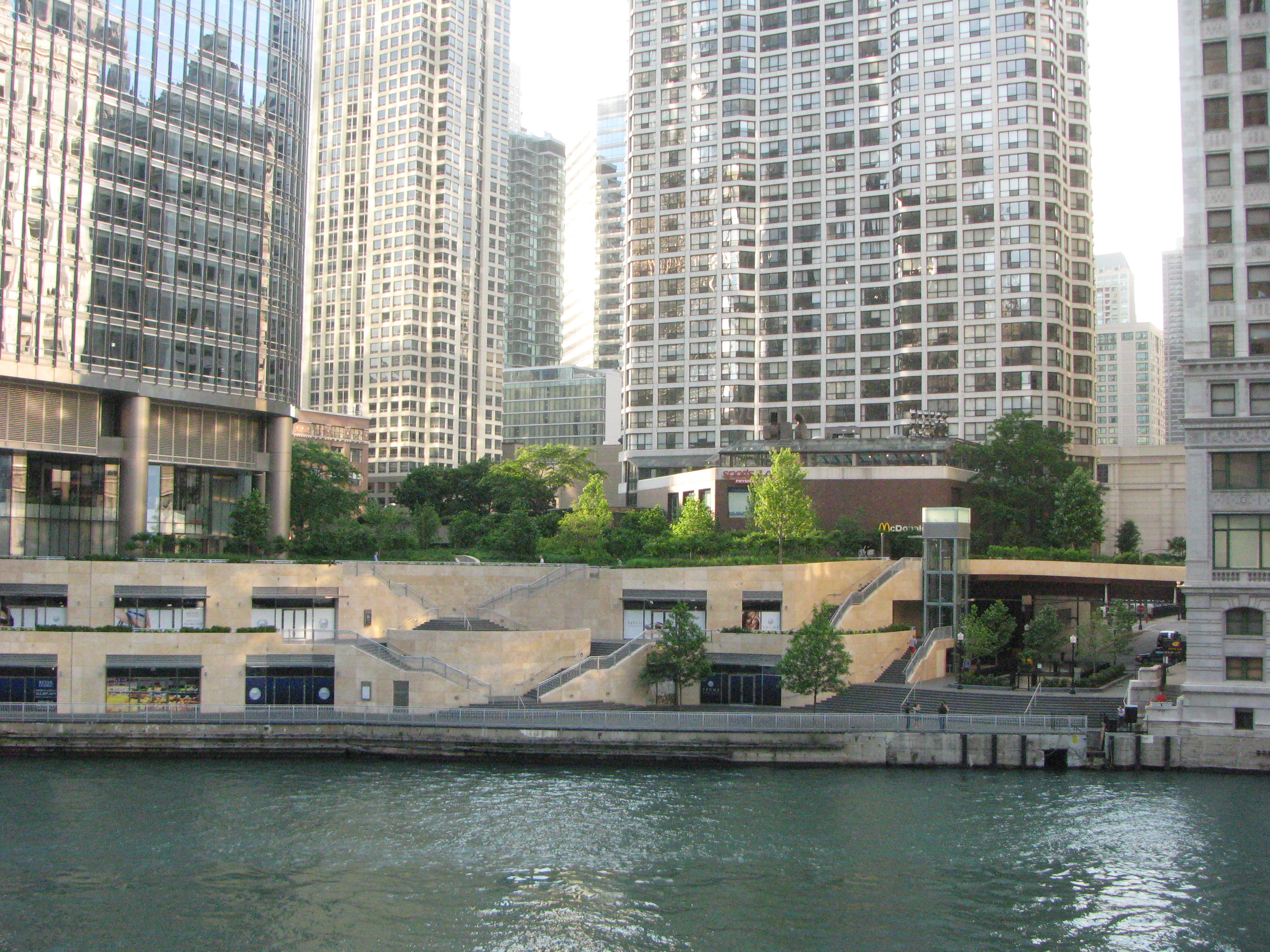
El parque de la ribera de 5000 m² y su paseo a lo largo del río va desde el Wrigley Building (derecha) y el hotel (izquierda) hasta Rush Street.

En 2011, el paisaje del parque frente al río que rodea el edificio, conocido como Trump Plaza and Riverwalk (plaza Trump y paseo del río), o a veces simplemente Trump Plaza, fue objeto de controversia. En 2010, la plaza obtuvo un reconocimiento especial durante los premios de paisajismo del alcalde Daley. La nota de prensa señaló el paisaje como «un nuevo entorno magnífico que es una interpretación poética del Illinois nativo, sofisticado y familiar al mismo tiempo». Sin embargo, en 2011, se retiraron las plantaciones premiadas de los pequeños zumaques, helechos y pastos nativos de tonos amarillo, naranja y rojo y se sustituyeron con árboles de hoja perenne, como enebros y bojs, piezas de piedra gris, y perennes púrpuras (hierba gatera y salvia), que requieren una cantidad de riego significativamente menor. Para aumentar la controversia, la plantación fue acompañada de un plan de iluminación de los árboles para atraer a los visitantes nocturnos, en conflicto con el movimiento «cielos oscuros» para reducir la contaminación lumínica y facilitar una mejor observación de las estrellas.
El edificio superó el récord de contener la residencia más alta del mundo, ostentado desde 1969 por el cercano John Hancock Center. Debido a que la Trump Tower tiene habitaciones de hotel y apartamentos residenciales, no superó el récord ostentado por la Q1 Tower de Gold Coast (Australia), que, con 323 metros, era en 2009 el edificio completamente residencial más alto del mundo.

### Altura

El Trump International Hotel and Tower comparado con otros edificios altos de Estados Unidos (altura máxima).

El Trump International Hotel and Tower se eleva 415 metros desde la entrada principal del edificio en Wabash Avenue hasta la cima de la aguja. Cuando fue completado, en 2009, convirtió en el séptimo edificio más alto del mundo, por detrás de la Torre Jin Mao de 421 m en Shanghái, China. Sin embargo, el 17 de noviembre de 2009, el Consejo de Edificios Altos y Hábitat Urbano (CTBUH), que elabora clasificaciones de los rascacielos más altos del mundo sobre la base de distintos criterios, cambió sus estándares a la hora de medir la altura de un edificio. Antes de este cambio, la altura arquitectónica un edificio se calculaba desde la entrada principal hasta la punta del aguja; los nuevos estándares miden la altura desde el acceso para peatones más bajo. Como el Trump International Hotel and Tower tiene una entrada por el paseo del río y un acceso peatonal ocho metros por debajo de la entrada principal de Wabash Avenue, su altura oficial se elevó a 423 m sin necesidad de ninguna extensión física de la estructura. Según el CTBUH, la nueva altura hizo que la torre fuera el sexto edificio más alto del mundo, sobrepasando la Torre Jin Mao por 2 metros. En enero de 2010, el edificio volvió a la séptima posición tras la inauguración del Burj Khalifa de 828 m en Dubái.

### Letrero
Según Trump, recibió la aprobación para colocar un letrero de 334,5 m² por parte de la administración del Alcalde de Chicago, Richard M. Daley en 2009, pero tuvo que renegociar con la administración del Alcalde Rahm Emanuel. En octubre de 2013, Trump recibió la aprobación para instalar cinco letras con iluminación LED blanca 6,10 m de altura de acero inoxidable formando la palabra TRUMP, en el piso 16 del edificio. Hizo público sus planes para instalar el letrero en febrero de 2014. Según una portavoz del departamento de planificación de la ciudad, el protocolo estándar para este tipo de letrero requiere la aprobación del concejal local (Brendan Reilly, 42.º barrio) y la totalidad del Consejo de la Ciudad de Chicago. Las cinco letras abarcan un ancho de aproximadamente 42,98 m, haciendo que la versión final aprobada aproximadamente cubra unos 260,1 m²—268,58 m² de acuerdo a algunas fuentes—, en lugar de la propuesta original. El letrero se encuentra a unos 61 m sobre el nivel del suelo.
Los operarios comenzaron a colgar el cartel en mayo de 2014. Cuando el crítico de arquitectura del el Chicago Tribune Kamin, advirtió de que su crítica del letrero sería desfavorable, Trump respondió «a medida que pase el tiempo, va a ser como el cartel de Hollywood», pero el arquitecto Smith se distanció diciendo: «¡Sólo para que conste, yo no tengo nada que ver con este signo!» La controversia que rodea el letrero llamó la atención a la prensa nacional e internacional cuando estaba cerca de terminar su instalación y Associated Press publicó una historia acerca de la reprobación del Alcalde Emanuel a mediados de junio. Según el portavoz del Alcalde, Kelley Quinn, «el Alcalde Emanuel cree que se trata de un edificio de buen gusto arquitectónico marcado por un letreto de dudoso gusto». Kamin ha señalado que parte del problema son las tradiciones arquitectónicas de la ciudad: «Si este signo estuviera en Atlantic City o Las Vegas, a nadie le importaría—pero está en Chicago, y en una parte de Chicago llena de grandiosos edificios de las décadas de 1920 hasta 1960 y en adelante». Tanto Trump como Reilly manifestaron a través de Twitter que igualmente impropia era el anterior letrero del edificio del Chicago Sun-Times. Debido a este fiasco, Emanuel inició un estudio sobre cómo modificar las reglas para evitar la controversia generada por la instalación de letreros similares en el futuro.

## Características

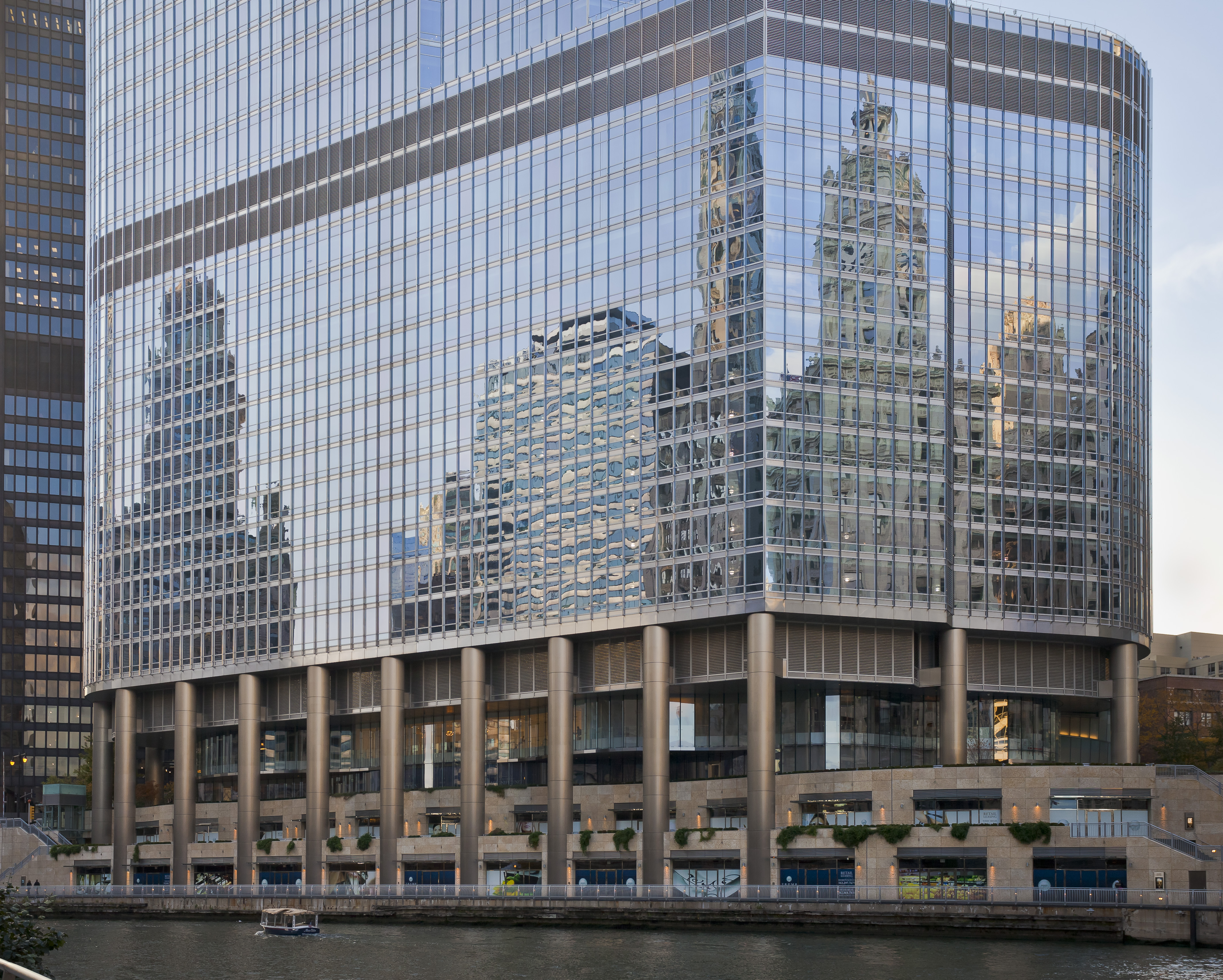
Reflejo del panorama urbano de Chicago en el Trump International Hotel and Tower.

De acuerdo con la Forbes Travel Guide: 2010 City Guide: Chicago, el edificio alberga uno de los siete restaurantes de cuatro estrellas de la ciudad y uno de los tres spas de cuatro estrellas. El hotel es uno de los dos hoteles de cuatro estrellas. En 2010, Chicago tenía dos hoteles de cinco estrellas y dos restaurantes de cinco estrellas. Para la edición de 2013 de la Forbes Travel Guide de Chicago, el hotel y el restaurante Sixteen se encontraban ambos entre los tres únicos en contar con una calificación de cinco estrellas de toda la ciudad.

### Hotel
El plan original era abrir parcialmente tres plantas del hotel el 3 de diciembre de 2007, seguida de una gran inauguración. Sin embargo, la preceremonia fue retrasada hasta el 30 de enero de 2008, cuando el Ayuntamiento de Chicago concedió la licencia de actividad para las primeras 27 plantas. Abrieron cuatro plantas de habitaciones para huéspedes, 125 sobre un total de 339 habitaciones. El 30 de enero, la construcción del exterior del edificio iba por la planta 53. La inauguración definitiva del hotel, con todos sus servicios e instalaciones en funcionamiento, estaba programada originalmente para el 17 de marzo de 2008, pero tuvo lugar el 28 de abril de ese mismo año.
El crítico de arquitectura Blair Kamin del Chicago Tribune, ganador del Premio Pulitzer, encontró como defecto el revestimiento de la recepción del hotel, realizada con paneles de madera de zebrano, pero otro reportero del Tribune alabó el hotel por su «apariencia sobria y contemporánea, distinguida por sus vistas».

### Restaurantes

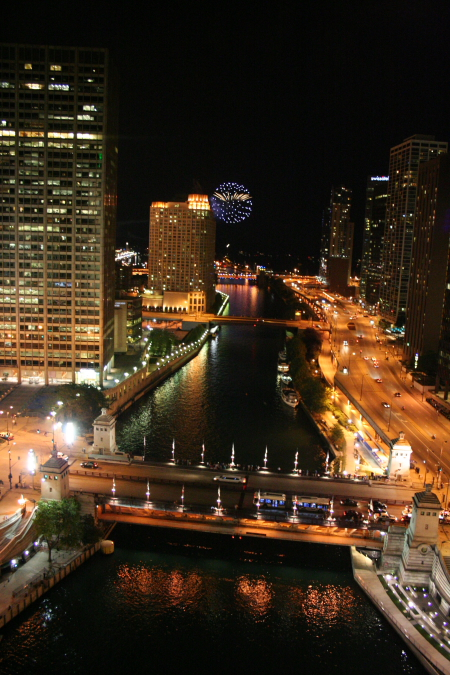
Vista del Navy Pier de los fuegos artificiales sobre el lago Míchigan más allá del río Chicago, tal y como se ve desde el restaurante Sixteen.

En la planta decimosexta, abrió sus puertas el restaurante Sixteen en febrero de 2008, y el 25 de junio de 2009, tras la finalización de la construcción, abrió una terraza exterior, llamada The Terrace at Trump. El restaurante recibió críticas positivas por su cocina, decoración, localización, arquitectura y vistas. Sixteen, diseñado por Joe Valerio, se puede describir arquitectónicamente como una secuencia de espacios que no se revelan de una vez, sino en «procesión».
El vestíbulo del restaurante tiene forma de T y el pasadizo al hotel está lleno de bastidores de color bronce para botellas de vino del suelo al techo que contrastan con el color de las salas para guardar el vino, de color rojo y blanco. El pasillo ofrece vistas de la torre del reloj del Wrigley Building y los arbotantes de la Tribune Tower. Kamin elogió estas vistas, y apuntó que son «más íntimas» que las panorámicas de la Signature Room, un restaurante casi en la parte superior del Hancock Center. Las vistas son descritas como igualmente impresionantes tanto de día como de noche. La parte principal de la «procesión de espacios» es la Tower Room, un comedor con un techo con una cúpula de 9 m recubierta de madera de África occidental. La cúpula está decorada con candelabros de cristales Swarovski y tiene espejos para que todos los comensales puedan contemplarlos.
The Terrace ofrece vistas panorámicas del río Chicago y el lago Míchigan así como de los fuegos artificiales que tienen lugar cada miércoles y sábado en el Navy Pier y fue diseñada para cenar al aire libre.
Localizado en el entresuelo, el bar del hotel, llamado Rebar, abrió sus puertas el 18 de abril de 2008.

### Spa
El spa de 2140 m², llamado The Spa at Trump, abrió sus instalaciones a finales de marzo de 2008. El spa ofrece masajes en aceites infusionados con piedras preciosas (diamante, rubí o zafiro), una carta de albornoces, máscaras faciales de hidratación, sales exfoliantes y ducha de chorros. Cuenta con un gimnasio con piscina climatizada, once salas para los tratamientos, ducha suiza y saunas. La crítica editorial de Citysearch lo describió como el «Bentley de los spas de hotel». Un crítico del Chicago Tribune habló en términos positivos del spa y de sus tratamientos. The Spa at Trump consta de un acceso en forma de escalera circular dentro del hotel, que permite a sus clientes acceder a las instalaciones desde habitaciones especiales para huéspedes sin tener que usar los ascensores.

## Construcción

### Diseño
En julio de 2001, cuando Donald Trump anunció públicamente los planes que tenía para el solar del antiguo Edificio Sun-Times de siete plantas, la torre iba a alcanzar una altura de 457 m, que la habrían convertido en ese momento en el edificio más alto del mundo. Iba a ofrecer entre 220 000 m² y 290 000 m² de superficie con un coste de 77 millones de $ solo por los terrenos. En un principio se tuvieron en consideración tres estudios de arquitectos: Lohan Associates, Kohn Pedersen Fox, y Skidmore, Owings and Merrill; Trump eligió Skidmore, Owings and Merrill en agosto de 2001. Adrian Smith, que había trabajado en el diseño del rascacielos Jin Mao de Shanghái, dirigió el equipo de SOM, siendo el tercer rascacielos de Chicago diseñado por esta firma, tras la Willis Tower y el John Hancock Center.
Tras los atentados del 11 de septiembre de 2001, Trump redujo la altura planeada inicialmente a 78 plantas y 327 m, para reducir el riesgo de ataques similares. La revista Time informó que la entrevista de Smith con Trump sobre la construcción del edificio más alto de Chicago tuvo lugar al mismo tiempo que se sucedían los ataques. Algunas agencias de noticias internacionales afirmaron posteriormente que la altura se redujo a los 274 m después de que los planes originales apuntaran a un edificio de 150 plantas que habría alcanzado los 610 m. Dichas aseveraciones se basan en imágenes virtuales del proyecto realizadas por ordenador en 1999, mostrados en el Chicago Tribune en 2005.
El diseño de un edificio de 327 m se mostró por primera vez en diciembre de 2001. Sin embargo, el primer diseño no recibió el visto bueno de los otros arquitectos ni de los ciudadanos de Chicago. En julio de 2002 se presentó un nuevo diseño, con 86 plantas para uso residencial y de oficinas, similar al diseño actual, pero con una diferente combinación de usos. En 2002, Smith planeó colocar antenas de transmisión con múltiples antenas parabólicas en la cima del edificio. En septiembre de 2003 se desveló un nuevo diseño con 90 plantas y 343 m. El edificio contaría con residencias, oficinas, un hotel-condominio, tiendas y restaurantes. En enero de 2004, otra revisión cambió las oficinas de los pisos 17 a 26 por apartamentos y habitaciones de hotel. En mayo de 2004, según los diseños previstos, Smith decidió coronar el edificio con una aguja decorativa en vez de antenas parabólicas para comunicaciones. Estas antenas parabólicas, según el Council on Tall Buildings and Urban Habitat, no se tienen en cuenta para determinar la altura del edificio. La aguja, sin embargo, sí lo haría, aumentando la altura de la torre hasta los 396 m. En 2005, Trump aspiró a edificar una torre ligeramente más alta, que superaría la Torre Willis como el edificio más alto de los Estados Unidos, pero el alcalde de Chicago Richard M. Daley estaba en contra de este proyecto. Finalmente, Smith propuso un diseño con 415 m de altura, la misma que el 2 World Trade Center, la más baja de las antiguas torres gemelas del World Trade Center. Esta altura convierte a la Torre Trump en la tercera más alta de los Estados Unidos tras el One World Trade Center y la Willis Tower.

### Fases iniciales
El 16 de octubre de 2004, Donald Trump y Hollinger International, la matriz del Chicago Sun-Times, sellaron la venta de la antigua sede del periódico por 73 millones de $, una semana después de ser reubicados. El 28 de octubre de 2004, Trump realizó una ceremonia en honor del inicio de la demolición del antiguo Edificio Sun-Times. La demolición y la construcción se financiaron con un crédito de 650 millones de dólares del Deutsche Bank y tres inversores de hedge fund que citaban a George Soros como una de las fuentes de financiación.

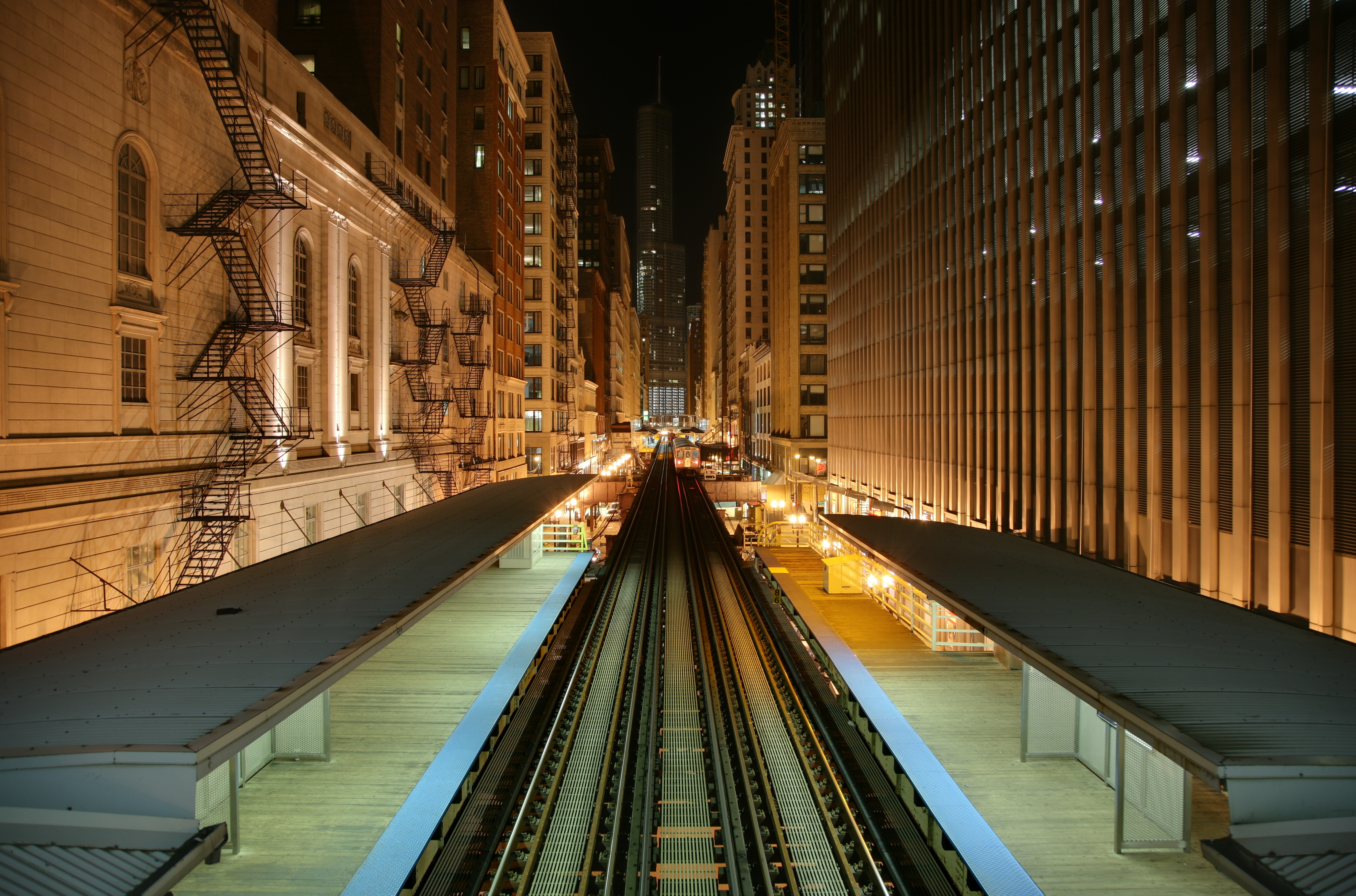
Vista desde el Chicago Transit Authority Chicago 'L' en el Loop de noche.

En marzo de 2005, comenzó la construcción con el hundimiento del primer pozo de cimentación para la torre en la base rocosa. En abril, empezaron los trabajos de cimentación por debajo del río Chicago. En julio de 2005, se filtró agua del río en la obra a través de grietas en la esquina colindante con el puente de la avenida Wabash. Los buzos descubrieron que la filtración no podía sellarse desde el lado del agua. Tras varios intentos fallidos para corregir el problema, se colocó una plancha de acero cerca de las grietas y se rellenó el hueco con hormigón.
En octubre de 2005, en un único período de 24 horas, 30 hormigoneras hicieron un total de 600 viajes para verter 3800 m³ de hormigón creando una base de 61.0 m × 20.1 m × 3.0 m. Esta base tiene como finalidad sustentar la estructura del edificio. Los trabajadores bautizaron ese día como el «El Gran Vertido». James McHugh Construction Co. fue el contratista designado para la operación. Obtuvieron el hormigón de los lugares de distribución ubicados en Chicago Avenue y Halsted Street de la empresa Prairie Material Sales Inc. de Bridgeview (Illinois), una de las empresas privadas de hormigoneras más grandes de los Estados Unidos. Prairie empleó una fórmula de hormigón nunca usada antes en el mundo de la construcción, capaz de soportar 10 000 psi (69 MPa), que superaba los estándares de la industria para el hormigón, establecidos en 7000 psi (48 MPa).

### Problemas legales
En octubre de 2006, estalló la controversia sobre un quiosco callejero de unos 3.0 x 1.4 metros situado a los pies de la Magnificent Mile, frente al Wrigley Building, en el 410 de North Michigan Avenue que anunciaba la Torre Trump a tan sólo una manzana de distancia. Hubo extensos debates y polémica sobre si se debería de haber permitido este tipo de publicidad o no. Dos normas distintas de 2002 y 2003 del Chicago City Council habían autorizado dicho quiosco, pero las vallas publicitarias en las aceras eran algo poco común en Chicago en esa época y su atractivo estaba en entredicho. Aunque había fuertes presiones por parte de organizaciones ciudadanas y el consejero local Burton Natarus (que había votado en favor de la ley) para quitar el quiosco, Trump accedió únicamente a quitar del cartel la información sobre los precios, pese a que se solicitaba su retirada completa. En un principio, un lado mostraba información geográfica y el otro funcionaba como valla publicitaria.
En otro asunto legal, Donald Trump fue demandado por el antiguo editor del Chicago Sun-Times F. David Radler y sus hijas en febrero de 2008 por rescindir los beneficios aplicables a «amigos y familiares» en la compra de apartamentos, que incluía a los Radler. Como presidente del Sun-Times, Radler había participado en la venta de la sede del periódico al consorcio Trump. El precio aplicable al apartamento de Radler había recibido un descuento del 10 % y sólo se requería un depósito del 5 % en lugar del 15 % habitual. Radler y su familia formaban parte de un grupo de 40 privilegiados capaces de comprar la propiedad a un precio de 5400 $ por m². Cuando el valor de mercado de la propiedad subió a más de 14 000 $/m², Trump anuló las ventas con la cláusula de «amigos y familiares». Este grupo de personas se involucraron en la planificación y diseño del edificio. En enero de 2007, Trump alegó al respecto que se trataba de «asuntos fuera del control razonable del vendedor» y el deseo de «tener más beneficios para sufragar costes de construcción potencialmente mayores». A pesar de la preocupación de Trump sobre los costes, a principios de ese mes, Ivanka Trump, su hija y ejecutiva de la compañía, había declarado que la construcción estaba 50 millones de dólares por debajo del presupuesto. Además de la demanda de Radler sobre la validez de la cláusula de descuentos a «amigos y familiares», un grupo formado por cuatro propietarios le demandó sobre revisiones en los términos del acuerdo, que establecían límites a la ocupación del propietario en las unidades del hotel en condominio y excluían las salas de reuniones y de baile de los elementos comunes, por los cuales los propietarios mostraban interés.

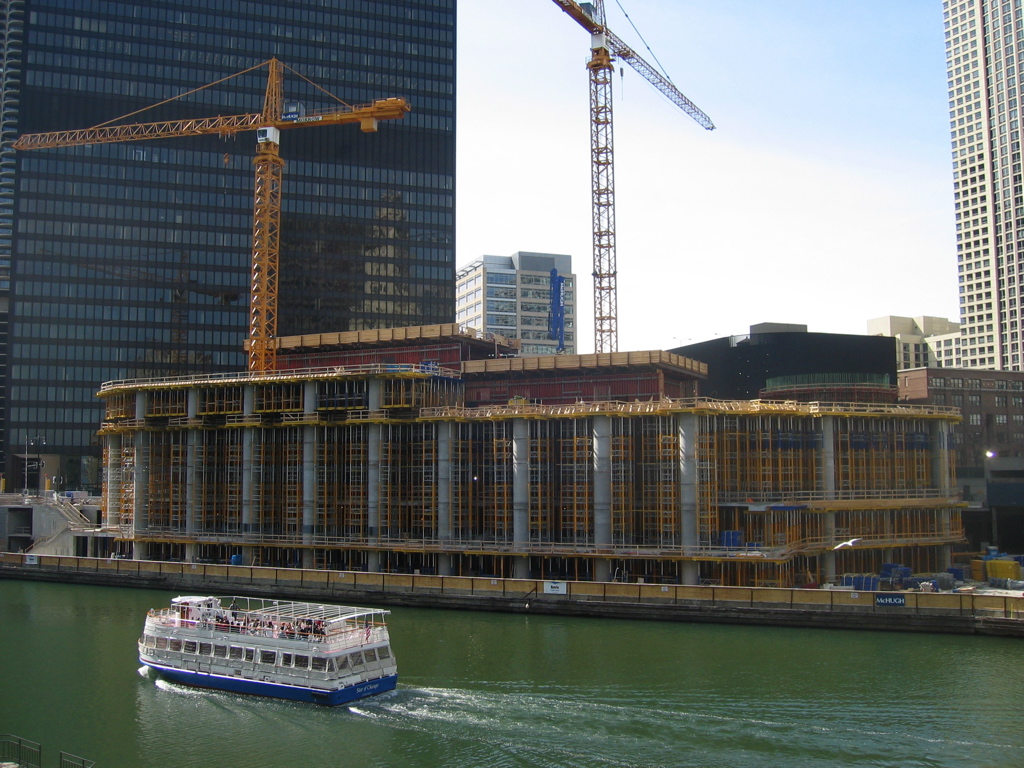
Una vista de abril de 2006 desde el puente de la avenida Míchigan con el acero corrugado a la vista.

Otro problema legal tuvo lugar el 8 de febrero de 2005 cuando Trump cerró con Deutsche Bank un préstamo para la construcción de 640 millones de dólares. Además obtuvo un préstamo de 130–135 millones de dólares de capital mezzanine por parte de otro sindicato liderado por Fortress Investment Group. Como parte de estos contratos, Trump incluyó una garantía personal de 40 millones de dólares. Los contratos además estipulaban reembolsos parciales de deuda por cada unidad vendidas y precios de venta mínimos. En septiembre de 2008, debido a una ralentización de las ventas, Trump buscó extender ambos préstamos hasta mediados de 2009 porque creía que era conveniente dadas las circunstancias del negocio y porque estaba previsto en un principio. El 10 de noviembre, Deutsche Bank le demandó por el pago pendiente y la garantía personal de Trump. Trump apeló a finales de ese mes contra Deutsche Bank ante la Corte Suprema del Estado de Nueva York con el fin de retrasar el reembolso de una deuda de más de 350 millones de dólares impagada desde el 7 de noviembre y además refinanciar el préstamo por un período de tiempo no especificado alegando circunstancias atenuantes surgidas a raíz de la crisis financiera de 2008. Trump esgrimió la cláusula de «fuerza mayor» que permite al prestatario retrasar el cumplimiento del proyecto en una sección que cubre «cualquier otro evento o circunstancia fuera del control razonable del prestatario». Trump no sólo pidió una prórroga, además solicitaba daños y perjuicios por 3000 millones de dólares por parte del banco por su uso de prácticas abusivas con el fin de socavar el proyecto y dañar su reputación, la cual en sus palabras «está asociada en todo el mundo con proyectos de construcción puntuales, ceñidos al presupuesto y de primera categoría así como la gestión de hoteles de lujo de primera clase». A finales de noviembre, Deutsche Bank volvió a demandar a Trump para obligarle a mantener su garantía personal de febrero de 2005, tras no haber pagado la cantidad pendiente el 7 de noviembre; una fecha que ya había sido prorrogada. Las demandas no interfirieron con que Trump siguiera disponiendo de la línea de crédito que le proporcionó Deutsche Bank, porque en caso contrario, habría tenido que asumir el papel de promotor. En marzo de 2009, ambas partes acordaron suspender los pleitos y solucionar los desacuerdos amistosamente con el fin de finalizar el proyecto con éxito. En septiembre de 2010, un nuevo préstamo puso fin al litigio y prorrogó el plazo por cinco años y un total de 600 millones de dólares.

### Construcción
Bill Rancic, ganador de la primera temporada de The Apprentice de 2004, fue contratado originalmente para supervisar el proyecto por un salario de 250 000 $. El cargo de Rancic era Presidente de Trump International Hotel and Tower, pero ese cargo era de alguna manera engañoso, porque él estaba de hecho aprendiendo el trabajo como aprendiz. El contrato de Rancic fue renovado tras el primer año, pero en septiembre de 2005 parecía que su empleo con Trump iba a concluir al final de su segundo año, en abril de 2006. A lo largo de 2005 Donald Trump, Jr., involucrado con el edificio desde sus comienzos en 1999, estaba supervisando la construcción con visitas semanales, mientras Rancic trabajaba en las ventas y el marketing. En diciembre de 2005, Rancic dejó claro que quería continuar trabajando para Trump, y en abril de 2006 se renovó su contrato para un tercer año. Ese año los hijos de Donald Trump empezaron a asumir importantes cargos públicos en la Trump Organization; hacia enero de 2007, los hijos de Trump (Ivanka Trump, Donald Trump, Jr. y Eric Trump) ocupaban cargos ejecutivos en la división de adquisiciones y desarrollo. Cuando el hotel abrió sus puertas en enero de 2008, Donald Trump y sus tres hijos eran el foco de atención, mientras seguían supervisando la construcción.

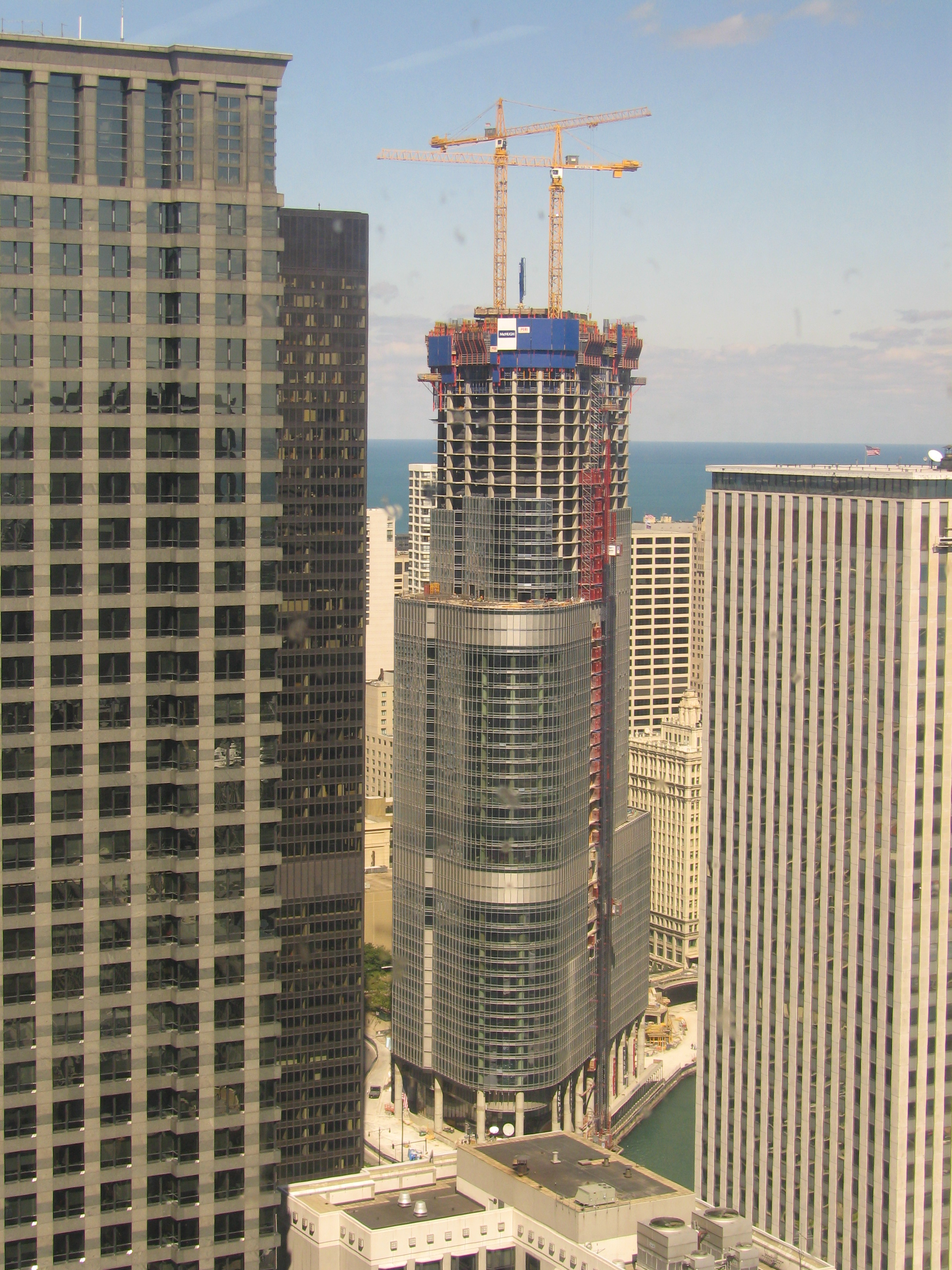
Vista desde el Richard J. Daley Center tres meses antes de la inauguración del hotel en medio de la construcción (14 de septiembre de 2007).

Bovis Lend Lease, conocido por trabajar en Disneyland París, las Torres Petronas y el Time Warner Center, fue la compañía constructora. James McHugh Construction Co, el subcontratista del hormigón, llevó a cabo un amplio encofrado para la construcción del edificio. Cuando se completó el edificio era la estructura realizada con encofrado más alta del mundo, siguiendo los pasos de su vecino Marina City así como el Two Prudential Plaza de Chicago, anteriores poseedores del récord. Se emplearon moldes de hormigón, porque si se hubieran usado la estructura tradicional de acero la base del edificio habría sido demasiado grande para el tamaño de los terrenos. La estructura de acero tendría que haber sido 7,6 m más ancha para soportar un edificio estas proporciones. El hormigón armado contrarrestará la fuerza del viento con la fuerza de la gravedad del edificio de 330 000 t. Un nuevo proceso químico que producía hormigón más líquido y fluido facilitaba su bombeo varios metros hacia arriba al lugar donde se llevaba a cabo la construcción. Aunque la anterior tecnología limitaba el trabajo de encofrado a 210 m, este nuevo método permitía el bombeo de hormigón a 520 m de altura.
Los cimientos del edificio se introducen 34 m sobre un lecho rocoso de piedra caliza de 420 millones de años de antigüedad. Para ello se perforaron agujeros de 1,3 m de diámetro debajo del edificio, uno cada 9,1 m alrededor del perímetro. Se vertió hormigón armado dentro de estos agujeros para formar el soporte estructural. Sobre estos cajones de encofrado y los pilares, se vertió una losa de cimentación de 7600 t de hormigón para soportar el núcleo central del edificio. La torre tiene 241 cajones de cimentación y la mayoría de ellos sólo descienden 23 m en la dura roca caliza. Sin embargo, 57 de ellos descienden unos 11 m adicionales hacia el subsuelo, incluyendo 2 m de roca madre. El núcleo central de hormigón usa cinco muros en forma de H y gruesas columnas exteriores, que se reducen a dos a medida que el edificio asciende. La planta está separada por un forjado de hormigón, y en cada piso se colocan paneles de acero inoxidable, cristal y aluminio. Un total de 45 000 t de barras de acero estructural o acero corrugado sirven de apoyo para el hotel. El empleo masivo de hormigón hace que el edificio sea más resistente al fuego. De los 600 millones de dólares del presupuesto de la construcción, 130 millones de dólares fueron empleados sólo en hormigón, proporcionado por James McHugh Construction Co, quien suministró un total 140 000 m³ de hormigón.

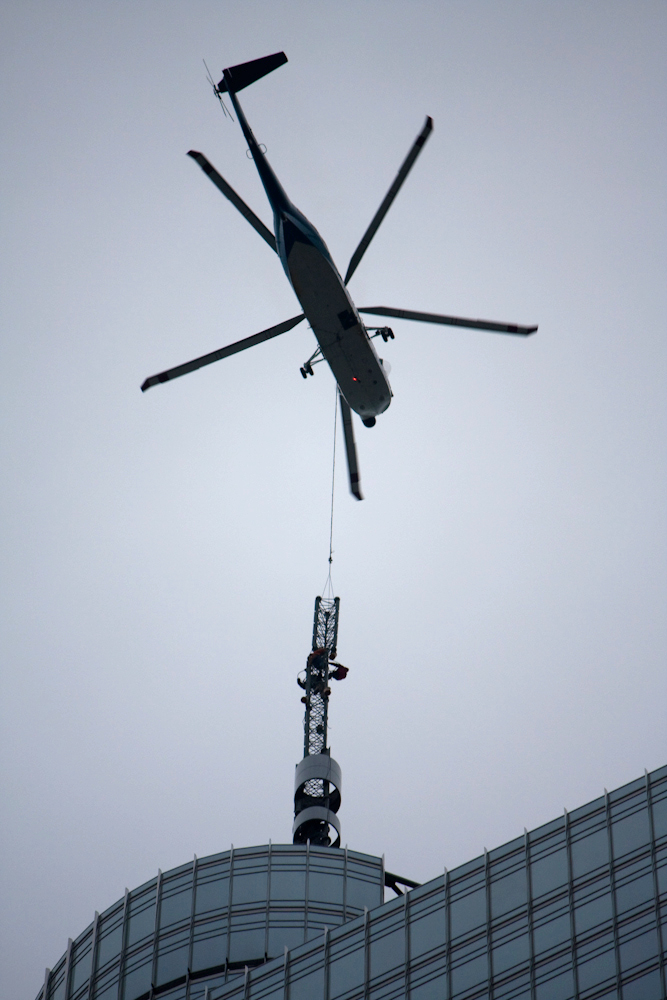
Las partes de la aguja se transportaron mediante helicóptero.

Dos decisiones tomadas por el Chicago Sun-Times provocaron un importante ahorro de tiempo y dinero durante la construcción de la Torre Trump. La empresa construyó en 1950 un muro de contención, que linda con el río Chicago, con un grosor propio de refugio a prueba de bombas, capaz de soportar un ataque de la Guerra Fría, y por lo tanto no tuvo que ser destruido y reconstruido de nuevo. Además, en la década de 1970 el periódico decidió cambiar de una tinta elaborada con petróleo a una tinta elaborada con soja, lo que redujo la polución del suelo de la planta de impresión. Esto redujo considerablemente los costes y el tiempo destinados a limpiar el terreno antes de empezar la construcción.
El 16 de agosto de 2008 los obreros hicieron el último vertido de hormigón en la parte superior del núcleo de la Torre Trump, lo cual fue conmemorado con una ceremonia no oficial. Para celebrar este hito, una grúa elevó un cubo de hormigón y una bandera de Estados Unidos a la cima del rascacielos. El 19 de agosto tuvo lugar otra ceremonia, cuando los supervisores de la construcción, ingenieros estructurales y representantes de la compañía McHugh Construction hicieron un pequeño vertido de hormigón en la parte superior de la Torre Trump. Aunque Donald Trump no pudo asistir a estas ceremonias, él, Donald Jr., Ivanka y Eric Trump asistieron a la fiesta de finalización de la estructura el 24 de septiembre de 2008. En principio las ventanas se iban a completar y la aguja se iba a erigir en octubre de 2008. Sin embargo, la instalación de la aguja se retrasó debido a fuertes vientos en diciembre de 2008, y se completó finalmente el 3 de enero de 2009. En opinión de Blair Kamin, crítico del Chicago Tribune, la aguja no está a la altura del edificio en términos estéticos.
En septiembre de 2008, durante la ceremonia de coronación, Donald Trump hizo publicidad de su hotel expresando dudas acerca de si la Chicago Spire iba a completarse debido a la crisis financiera de 2008. En ese entonces un 25 % del hotel de Trump no se había vendido, y probablemente iba a necesitar una prórroga en el préstamo de construcción hasta mediados de 2009, lo que causó complicaciones legales. Sin embargo, Donald, Jr. dijo que se sentían afortunados de haber sido capaces de completar este proyecto, ya que la Spire y la Waterview Tower estaban entre los proyectos cancelados por la ralentización económica que prosiguió a la crisis financiera. Los apartamentos de las plantas bajas se estaban empezando a habitar cuando tuvo lugar la ceremonia.

## En la cultura popular
La planificación y diseño del edificio generó publicidad en medios locales y nacionales tanto antes como durante su construcción. Por ejemplo, el 19 de diciembre de 2007, el Trump International Hotel and Tower fue protagonista en un episodio de la serie Mega construcciones titulado «Torre de alto riesgo», del canal Discovery Channel. La escena de la confrontación final entre Batman y el Joker en la película de 2008 The Dark Knight se rodó en la torre, cuando aún estaba en construcción. La torre es uno de los lugares principales de filmación en Chicago de la película de 2011 Transformers: el lado oscuro de la luna.
Varias celebridades locales han adquirido apartamentos en este edificio, incluyendo numerosos deportistas profesionales como Juwan Howard, Rex Grossman o Patrick Kane. Derrick Rose, jugador de los Chicago Bulls, adquirió un piso de 288 m² por 2,8 millones de dólares la primavera de 2012.

## Recepción crítica

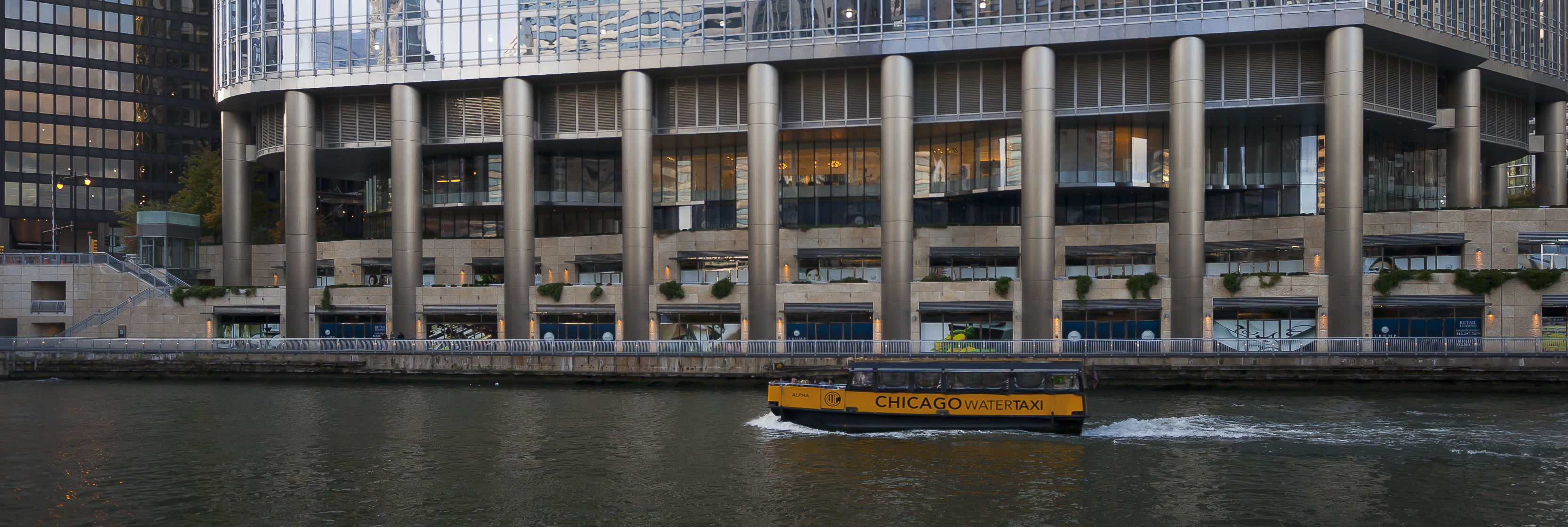
Bote en el canal frente al hotel.

La guía Fodor's Chicago 2010 afirma que el hotel tiene uno de los mejores spas y piscinas de la ciudad. Además, lo califica como uno de mejores lugares para hospedarse dentro de la denominación Fodor's Choice (La elección de Fodor's). Fodor's opina que tiene un servicio impecable e instalaciones espléndidas, pero continúa diciendo que el hotel puede ser «algo presuntuoso» ofreciendo botellas de agua de 25 $.
La guía Frommer's Chicago 2010 destaca del hotel sus fabulosas vistas y excelentes instalaciones para satisfacer las necesidades del turista pudiente. El edificio recibe halagos por su ubicación, que proporciona tantas vistas del río Chicago como es posible. El autor Georges Binder considera que su arquitectura es «una síntesis contemporánea de tejidos y modulaciones de edificios adyacentes» que «preservan la herencia arquitectónica de Chicago y se integran con el paseo del río.» La Guía de Chicago BlackBook Magazine describe el hotel como la encarnación de lo pijo que permite al visitante fanfarronear tras su regreso a casa.
La Forbes Travel Guide elogia al hotel por su exclusiva recepción discreta, unos salones sofisticados, un espléndido restaurante y generosas habitaciones con vistas espectaculares. Continúa diciendo que la Torre Trump hace honor a su nombre. Time Out lo describe como un «testamento al vibrante optimismo del siglo XXI en Chicago». Menciona que el hotel cumple todas las expectativas asociadas al nombre Trump en términos de lujo e instalaciones modernas y elogia sus vistas. Insight Guides afirma que la arquitectura del edificio es adecuada para un panorama urbano posterior a los atentados del 11 de septiembre de 2001.